# Клостерлехфелд
Клостерлехфелд (њем. Klosterlechfeld) општина је у њемачкој савезној држави Баварска. Једно је од 46 општинских средишта округа Аугсбург. Према процјени из 2010. у општини је живјело 2.677 становника. Посједује регионалну шифру (AGS) 9772162.

## Географски и демографски подаци
Клостерлехфелд се налази у савезној држави Баварска у округу Аугсбург. Општина се налази на надморској висини од 561 метра. Површина општине износи 2,4 km². У самом мјесту је, према процјени из 2010. године, живјело 2.677 становника. Просјечна густина становништва износи 1.134 становника/km².